# Linda Ansorg
Linda Ansorg geb. Lecher (* 21. Februar 1912; † 21. Juni 2012) war Gegnerin und Opfer des Nationalsozialismus und eine führende Familienrechtlerin in der DDR. Sie schrieb mit an den Regierungsvorlagen zum geplanten Familienrechtsgesetz von 1954 und zum tatsächlich erlassenen Familiengesetzbuch von 1965. Sie war Hauptautorin des regierungsamtlichen Leitfadens zum Familienrecht der DDR, der sozialistische Familienbeziehungen popularisieren sollte.

## Überleben in der Nazizeit
Ansorg wuchs in Berlin-Neukölln als Tochter eines Drehers und einer Näherin auf.
Sie studierte zunächst Geschichte für das Lehramt an Gymnasien und wechselte später zu den Rechtswissenschaften. Im Mai 1933 äußerte sie sich abfällig über die nationalsozialistische Bücherverbrennung auf dem Bebelplatz in Berlin und wurde verhaftet, aber bald wieder freigelassen. Noch 1933 wurde sie wegen einer Tätigkeit in der Sozialistischen Arbeiterpartei exmatrikuliert. Ab 1935 verbrachte Ansorg ein Jahr in Einzelhaft im Gestapo-Gefängnis in der Prinz-Albrecht-Straße. Das Kammergericht Berlin verurteilte sie 1936 zu neun Monaten Gefängnis wegen Nichtanzeige von illegalen Schriften. Ab 1936 arbeitete sie als Sekretärin in einem Berliner Rüstungsbetrieb und wurde dort wegen politischer Unzuverlässigkeit entlassen. 1939 wurde Ansorg wieder verhaftet, aber nur für kurze Zeit. 1939 zog sie nach Dresden zu ihrem späteren Ehemann, dem Bildhauer Reinhold Ansorg. Sie heiratete 1940; ihre erste Tochter wurde 1941 geboren, ihre zweite Tochter 1944. Im gleichen Jahr wurde Ansorg nochmals verhaftet.

## Fortsetzung der Ausbildung und frühe Richterjahre
1946 nahm Ansorg am zweiten Volksrichterlehrgang der DDR an der Volksrichterschule in Bad Schandau teil. Die frühen Volksrichterlehrgänge waren eher rechtsstaatlich-antifaschistisch ausgerichtet. Erst später erhielten sie ihre marxistisch-leninistische Prägung. Ihre erste Richterstelle trat Ansorg am Amtsgericht Dresden an. Danach hatte sie eine Richterstelle am Amtsgericht Annaberg-Buchholz, am Amtsgericht Chemnitz und am Landgericht Plauen. Hilde Benjamin, die als Vizepräsidentin des Obersten Gerichts der DDR für die Volksrichterlehrgänge zuständig war, wollte die Volksrichter nicht als Einzelrichter eingesetzt wissen und veranlasste die sächsische Justizverwaltung, Ansorg an das Oberlandesgericht Dresden zu versetzen. Dort wurde ihr ein Senat für Zivil- und Verkehrsrecht übertragen. Sie wohnte mit ihrer Familie in Radebeul.

## Ansorg in der politisierten Strafjustiz
1953 wurde Ansorg ein Strafprozess zugeteilt, der der sich gegen den Leiter einer Konsumgenossenschaft richtete. Bereits zwei Richter hatten die Eröffnung des Hauptverfahrens abgelehnt, weil kein hinreichender Verdacht auf eine Straftat bestand. Hans Nathan, der ehemalige Leiter der Hauptabteilung Gesetzgebung im Ministerium der Justiz und Chefredakteur der Fachzeitschrift Neue Justiz warnte Ansorg vor dem Prozess und betonte die politische Zuverlässigkeit des Geschäftsführers. Ansorg war mit Nathan bekannt, da sie 1953 Artikelentwürfe bei der Neuen Justiz zur Veröffentlichung eingereicht hatte. Ansorg ließ die Anklage zu, aber sprach den angeklagten Geschäftsführer frei. Daraufhin entließ die Justizverwaltung Ansorg aus dem Richterdienst. Die Justizministerin Hilde Benjamin stellte sie wieder als Richterin ein, weil sie ihre juristisch klaren und in außergewöhnlich gutem Stil abgefassten Urteile schätzte. Zunächst wurde sie am Amtsgericht Finsterwalde eingesetzt, und später an das Bezirksgericht Schwerin versetzt. Auf Vorschlag der Justizministerin Benjamin wurde Ansorg zum Oberrichter am Groß-Berliner Kammergericht gewählt.

## Berichterstatterin in der ersten Familienrechtskommission
Ab 1953 arbeitete Ansorg in der ersten Familienrechtskommission am Entwurf des geplanten Familienrechtsgesetzes mit und war verantwortlich für die Regelung des Eltern-Kind-Verhältnisses. Der Entwurf wurde 1954 in der Neuen Justiz vorgestellt und abgedruckt. Ansorg beschrieb das beabsichtigte Eltern-Kind-Verhältnis. Die im BGB vorwiegend für den Vater vorgesehene elterliche Gewalt über das Kind sollte abgelöst werden durch die gemeinsame, gleichberechtigte Sorge beider Eltern für das Kind. Während des ganzen Jahres 1954 nahm Ansorg in der Neuen Justiz Stellung zum Unterhaltsanspruch verlassener Ehefrauen. Ansorg erhielt im gleichen Jahr zusätzlich den Auftrag, mit westdeutschen Familienrechtlern Kontakt wegen des geplanten Gesetzes aufzunehmen. 1954 wurde der Entwurf in zentral geplanten Veranstaltungen vorgestellt und popularisiert. Da diese Aufgaben für die Justiz neu waren, wurden die Veranstaltungen evaluiert. Ansorg war für den Bezirk Berlin zuständig. Sie stellte fest, dass es vielen Referenten nicht gelang, die politische Bedeutung des Entwurfs herauszustellen. Der fertig ausgearbeitete Entwurf wurde aufgegeben, weil das im April 1961 erlassene Arbeitsgesetzbuch Unruhe in die Bevölkerung gebracht hatte. Der Entwurf war aber der Grundstock für die Einzelgesetze, die fortan das Familienrecht regeln sollten.

## Staatsexamen und Promotion
Ansorg konnte während der NS-Zeit die zweistufige juristische Ausbildung nicht abschließen, und die Volksrichterausbildung galt nicht lange als vollwertig. Deshalb nahm sie an der Deutschen Akademie für Staat und Recht (DASR) 1959 ein Fernstudium auf, das sie mit dem Staatsexamen abschloss. 1960 holte Hans Nathan, von 1952 bis 1963 Direktor des Instituts für Zivilrecht an der Humboldt-Universität, Ansorg an das Institut. 1962 wurde sie promoviert; ihre Dissertation befasste sich mit der Rolle der sozialistischen Brigaden bei der Herausbildung der sozialistischen Familienmoral und den sich daraus ergebenden Aufgaben des Familienrechts. Im gleichen Jahr wurde Ansorg auf Vorschlag von Hans Nathan in die neue, noch nicht offiziell berufene Familienrechtskommission des Ministeriums der Justiz aufgenommen. 1963 erhielt Ansorg eine Dozentur an der juristischen Fakultät der Humboldt-Universität. Die Professur erhielt aber 1969 nicht sie, sondern die 1964 habilitierte Anita Grandke (* 1932).

## Zweite Familienrechtskommission
Im November 1962 veranlasste der Vorsitzende des Staatsrats Walter Ulbricht, dass neue Gesetzbücher für die DDR geschaffen werden sollten. Im Familienrecht sollte im zweiten Anlauf die Zersplitterung der Materie in Einzelgesetze überwunden werden. 1963 beschloss der VI. Parteitag der SED die Ausarbeitung neuer Gesetze. Ein Staatsratsbeschluss beauftragte 1964 den Ministerrat, einen neuen Entwurf eines Familiengesetzbuchs vorzulegen. Im Februar 1964 berief Justizministerin Benjamin die nie ganz auseinandergegangene Familienrechtskommission offiziell ein. Deren erster Entwurf wurde von der Abteilung Staats- und Rechtsfragen und der Arbeitsgruppe Frauen beim Zentralkomitee der SED nicht gebilligt; insbesondere die vorgesehene Gütertrennung stieß auf Missfallen. Der zweite Entwurf mit eingeschränkter Gütergemeinschaft wurde ab April 1965 öffentlich zur Diskussion gestellt. An der Erörterung in etwa 34.000 Veranstaltungen der Nationalen Front beteiligten sich rund 753.000 Bürger. 23.737 Vorschläge und Stellungnahmen wurden abgegeben, und in etwa 230 Punkten wurde der Entwurf abgeändert. Im Dezember 1965 erließ die Volkskammer das Familiengesetzbuch.

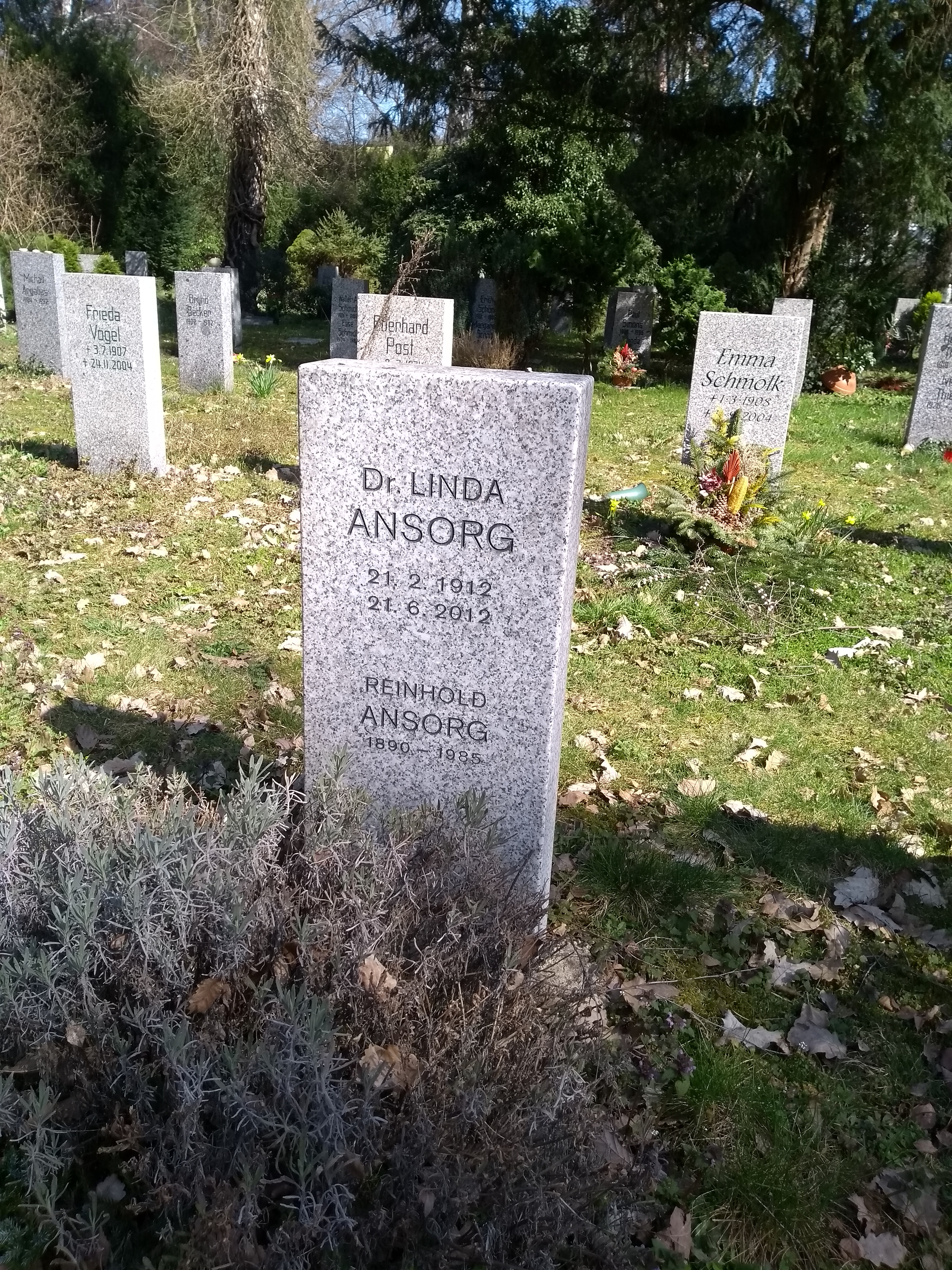
Grab auf dem Friedhof Pankow III

Ansorg veröffentlichte 1967 mit sieben anderen Autoren den amtlichen Leitfaden zum Familienrecht der DDR. Sie beschrieb die Ziele des Familiengesetzbuchs wie folgt: Es schaffe ein Leitbild der sozialistischen Familie. Dieses wiederum werde geprägt vom Grundsatz der Gleichberechtigung von Mann und Frau und der Aufgabe der gemeinsamen Entwicklung von Eltern und Kindern zu charakterfesten, allseitig gebildeten Persönlichkeiten. Das Familiengesetzbuch wolle nicht nur den Konfliktfall regeln, sondern solle ein Handbuch der Familie sein, das von der ungestörten harmonischen Familie ausgehe, und bei der Herausbildung neuer Familienbeziehungen behilflich sein soll.

## Nach der politischen Wende 1989/1990
Nach den ersten freien Volkskammerwahlen 1990 beriet Ansorg die Volkskammer als Sachverständige zum Familienrechtsänderungsgesetz. Sie wurde Ehrenvorsitzende der im Jahre 1990 gegründeten „Initiative Streitfall Kind e.V.“
Linda Ansorg wurde mit ihrem Ehemann Reinhold Ansorg in der Gräberanlage für Opfer des Faschismus und Verfolgte des Naziregimes und ihre Angehörigen auf dem  Friedhof Pankow III in Berlin-Niederschönhausen bestattet. 

## Darstellung Linda Ansorgs in der bildenden Kunst der DDR
- Reinhold Ansorg: Porträtstudie einer Volksrichterin (um 1953, Porträtbüste, Gips, getönt)[21]

## Veröffentlichungen (Auswahl)
- Verbesserung der Zusammenarbeit mit den Schöffen im Zivilprozeß. In: Neue Justiz. 1954, S. 20–21.
- Das Verhältnis zwischen Eltern und Kindern. In: Neue Justiz. 1954, S. 370–372.
- Einige Bemerkungen zum Unterhaltsanspruch der getrennt lebenden Ehefrau. In: Neue Justiz. 1954, S. 305–306.
- Kritische Bemerkungen zur Regelung des Unterhalts der Ehegatten. In: Neue Justiz. 1954, S. 537.
- Buchbesprechung: Friedrich Jansen: Leitfaden des Familienrechts der Deutschen Demokratischen Republik. In: Neue Justiz. 1954, S. 711–712.
- Die Rolle der sozialistischen Brigaden bei der Herausbildung der sozialistischen Familienmoral und den sich daraus ergebenden Aufgaben des Familienrechts. Berlin, Humboldt-Universität, 1962. Dissertation, maschinenschriftlich, vom 21. Dezember 1962
- Familienrecht der DDR – Leitfaden. Berlin 1967.
- Kinder im Ehekonflikt. 1. Auflage, Berlin 1968; 2. Auflage, Berlin 1981; 3. Auflage, Berlin 1989.

## Weiterführende Literatur
- Falco Werkenthin: Die Reichweite politischer Justiz in der Ära Ulbricht. In: Bundesministerium der Justiz (Hrsg.): Im Namen des Volkes? Über die Justiz im Staat der SED. Wissenschaftlicher Begleitband zur Ausstellung des Bundesministeriums der Justiz. Leipzig 1994.